# Синелибри
Международният литуратурен и кинофестивал „Синелибри“ (International book and movie festival CineLibri) е ежегоден фестивал за литература и кино, провеждан от 2015 година в София и други градове в България.
Организатор на фестивала е Жаклин Вагенщайн. Той има за цел да представя нови екранизации на литературни произведения, създадени през различни епохи в различни краища на света.
Към основната част на фестивала има паралелна програма, която включва филмови класики, съвременни европейски филми, филмови панорами, документални филми и късометражни филми, премиери на книги, лекции и семинари, и др.

## Отличие
Почетната награда, скулптурата „Синелибри“, се връчва на режисьор за неговата майсторска екранизация на литературно произведение на езика на киното. Критериите за оценка са: качество на адаптирания сценарий, операторска работа, степен на достоверност, изпълненията на актьорите и подходът на режисьора, който трябва да се комбинира иновативна визия и лоялност към духа на литературното произведение.

## История
Първото издание от 2015 г. е проведено в София, Пловдив и Варна и съдържа основна и съпътстваща програма.
През 2016 г. към тях са прибавени още 5 града, а почетната награда „Синелибри“ отива при Фредерик Бегбеде, който е специален гост на фестивала.
През 2017 г. фестивалът е проведен в София и в още 10 града в България. За първи път е излъчен победител от конкурсна програма. Носителят на наградата е определен от независимо международно жури в състав Бруно Куле, Кийра Чаплин, Дориана Леондеф и Илиан Джевелеков. Статуетка „Синелибри“ за най-добра екранизация получава режисьорът Ферзан Йозпетек за филма „Истанбул червен“, създаден въз основа на собствения му роман.